# Mandevilla marginata
Mandevilla marginata là một loài thực vật có hoa trong họ La bố ma. Loài này được mô tả khoa học đầu tiên.